# Cuarteto Arditti
El Cuarteto Arditti es un cuarteto de cuerdas fundado y dirigido por el violinista Británico Irvine Arditti. El cuarteto es reconocido globalmente por promover música culta contemporánea  y tiene una reputación por tener un repertorio muy amplio. Inicialmente se dieron a conocer por tocar piezas complicadas. A lo largo de los años, sus miembros han cambiado pero Irvine Arditti aún sigue al mando. El repertorio del grupo es principalmente música de los últimos 50 años con un énfasis muy grande en compositores vivos. Desde el inicio su meta ha sido colaborar con compositores durante la hora de ensayo. Sin embargo, a diferencia de otros grupos, se mantiene fiel a la música de una vena clásica y evita música multi-género. El cuarteto ha tocado en auditorios importantes con festivales culturales alrededor del mundo y tiene la discografía más grande de un grupo de su tipo. En 1999, ganó el Premio Musical Ernst von Siemens por mérito de vida, siendo el primer y único grupo a la fecha en recibir este premio.

## Repertorio
El Cuarteto Arditti se dedica a tocar principalmente obras del siglo XX y contemporáneas. A pesar de únicamente tocar una pequeña cantidad de obras de antes del siglo XX, ellos requieren que su repertorio mantenga la tradición que ha sido establecida en Europa por varios siglos. Ellos no trabajan con compositores de las áreas de jazz, pop o multi-género. Se concentran en aquellos compositores de los últimos 50 años, junto con música muy nueva, principalmente piezas escritas para que el ensamble estrene. El cuarteto es considerado como una interpretación auténtica de varios compositores de la última mitad del siglo XX, con una reputación por dominar las composiciones más difíciles y complejas. Rara vez improvisan ya que su enfoque es trabajar con compositores.  Estos compositores varían desde aquellos activos a inicios del siglo XX hasta el presente e incluyen a Thomas Adès, Luciano Berio, John Cage, Elliott Carter, Franco Donatoni,  Pascal Dusapin, Henri Dutilleux, Brian Ferneyhough, Morton Feldman, György Kurtag, Helmut Lachenmann, György Ligeti, Witold Lutoslawski, Wolfgang Rihm, Giacinto Scelsi,  y a Iannis Xenakis. En ocasiones han tocado piezas minimalistas como Mishima por Philip Glass y el primer cuarteto de Gavin Bryars, pieza escrita específicamente para ellos. También incluyen algunas obras que involucran electrónicos. En su primer concierto tocaron únicamente nuevas composiciones, pero en su segundo año decidieron que su repertorio necesitaba incluir obras de la Segunda Escuela de Viena, y pronto incluyeron también a Bartok. Incluyeron obras anteriores del siglo XX al crecer su perspectiva, y a inicios de los años 80 incorporaron Grosse Fuge (Gran Fuga) de Beethoven. Han tocado el Segundo Cuarteto de Ligeti y Tetras por Xenakis cientos de veces.
El enfoque en música nueva se debe a que quieren tener la habilidad de colaborar con compositores en la interpretación de una pieza, lo cual el grupo considera que es muy importante, tanto en cómo tocar como en el hecho de que consideran que su obra es un tipo de servicio a los compositores, especialmente a los más jóvenes y menos reconocidos. Compositores comúnmente hacen ajustes menores a sus composiciones tras trabajar con el cuarteto. El compositor Noruego Sven Lyder Kahrs llama al grupo el "Rolls-Royce" de cuartetos, en parte gracias a que él no tiene que explicarles cómo tocar las piezas, ellos simplemente saben.
En el pasado, los han comparado al Cuarteto Kronos, pero a diferencia de ellos, el Cuarteto Arditti no está interesado en audiencias ni piezas multi-género y prefieren quedarse con la forma de un cuarteto clásica. Hay muy pocas piezas comunes a ambos grupos.

## Historia
El cuarteto fue fundado en 1974 por Irvine Arditti con Livine Andrade, Lennox Mackenzie y John Senter cuando eran alumnos en la Academia Real de Música. Ellos se modelaron en el Cuarteto La Salle de los Estados Unidos, enfocados en el primer repertorio de LaSalle, con la meta de apoyar a compositores, tocando las piezas como ellos querían que se tocaran. El tamaño de su repertorio aumentó rápidamente y sobrepasó el tamaño del de LaSalle e incluso de cualquier otro grupo en la historia de la música clásica.
Arditti nació en Londres en 1953 y comenzó sus estudios en el violín y composiciones en la Academia Real a la edad de 16. Arditi ganó premios tanto en el violín como en composiciones, pero decidió que era un buen violinista y decidió dejar de componer. El enfoque del cuarteto creció hacia música nueva gracias al interés de Arditti, quien inició componiendo en su niñez y escuchaba música por Stockhausen, Ligeti y otros del avant garde de los años 60. No fue sino hasta después que Arditti conoció las obras del Cuarteto LaSalle. En su último año en la Academia Real de Música, el Cuarteto Arditti se fundó y continuó mientras él estaba en la Orquesta Sinfónica de Londres entre 1976 y 1980, después se retiró de la orquesta para dedicarse por tiempo completo al cuarteto.
El primer concierto del Cuarteto fue en septiembre de 1974, con las obras de Krzysztof Penderecki, quien estaba en la Real Academia para recibir un grado honorario. Esto le dio la oportunidad al grupo de colaborar con el compositor, algo que continuarían haciendo con compositores desde entonces. El cuarteto se nombró por Arditti porque requirieron un nombre dentro de 24 horas, así que usaron el de él con la idea de que sería temporal, pero el nombre pegó.
En los primeros años, antes del final de los años 70, el ensamble tocó y grabó todos los cuartetos de  Hans Werner Henze y Gyorgy Ligeti.  También comenzaron a tocar en vivo en el BBC. Oficialmente fueron contratados para su primera pieza en 1977, el String Quartet No. 1 de Jonathan Harvey.
El grupo continuó teniendo éxito con sus giras y grabaciones en Europa, pero no fue hasta el éxito del Cuarteto Kronos que el ensamble ganó fama con audiencias de EUA y Canadá, realizando un giro a finales de los años 80.
A lo largo de las más de cuatro décadas desde su fundación, el único miembro original que aún sigue en el cuarteto es el fundador Irvine Arditti.
Por su 40 aniversario en 2014, una de las celebraciones en Londres incluyó un evento de tres conciertos en un día con obras de 15 diferentes compositores con los cuales el líder, Arditti, había estado asociado, junto con el estreno mundial de varias obras nuevas.

## Reconocimiento
El Cuarteto tiene un reconocimiento mundial como líder de su interpretación de obras del siglo XX y contemporáneas, recibiendo críticas positivas extensivas. Han sido notados por su "...virtuosismo sorprendente y su disposición por extender las fronteras de lo que se puede esperar de un cuarteto de cuerdas." Sin embargo también han sido criticados por ser severos, secos e intelectuales con un "tipo de retórica alta que casi parece que está diseñada para mostrar que "música nueva" puede vivir en un mundo pretencioso y ensimismado.”
Premios incluyen el Deutsche Shallplatten Preis en varias ocasiones, el Premio Gramophone por la mejor grabación de música contemporánea en 1999 y 2002, el Premio Coup de Coeur y Grans Prix de la Academie Charles Cros en el 2004, y el Premio de Música Ernst von Siemens por mérito de vida en 1999. Son el primer y único grupo a la fecha en recibir el premio de la Fundación Siemens.

## Conciertos y grabaciones
El cuarteto está muy activo a lo largo del año, principalmente tocando, grabando y estrenando entre 20 y 50 nuevas obras cada año, tomando un poco de tiempo libre durante el verano y Navidad. Han tocado cientos de piezas nuevas y comisiones, con una discografía de más de 200 CDs en más de 20 etiquetas, la discorgafía contemporánea más grande de cualquier cuarteto de cuerdas hasta la fecha. Un archivo completo de las obras del cuarteto está ubicado en la Fundación Sacher en Basel, Suiza.
La mayoría de sus presentaciones son en auditorios y festivales dentro de Europa, pero son conocidos por todo el mundo. y han tocado extensivamente en EUA, Canadá, México, Sudamérica, Japón y Korea.
Una obra especial que Arditti mismo comisionó involucró no tocar en un auditorio. Esta fue el cuarteto Helicopter de Stockhausen, el cual requería que cada miembro tocara su parte en un helicóptero individual y ser transmitido a la Tierra electrónicamente donde la audiencia estaría escuchando en un auditorio.

## Discográfica
- Hans Abrahamsen: String Quartets 1-4 (CD Winter & Winter 910 242-2, released 2017)
- Harrison Birtwistle: The Tree of Strings, 9 Movements (CD: AEON AECD1217, released 2012)
- John Cage: Music for Four, 30 Pieces (CD: MODE Mode17, released 1989)
- John Cage: String quartet in four parts, Four (CD: MODE Mode27, released 1992)
- Elliott Carter: String quartets 1–4, Elegy (CD: Et Cetera KTC 1065-66, released 1989)
- Pascal Dusapin: String quartets 1–5, Musique Fugitive (CD: AEON AECD0983, released 2012)
- Pascal Dusapin: String quartets 6-7 (Quartet 6 Hinterland for quartet and orchestra) |AEON]] AECD1753, released 2017)
- Brian Ferneyhough: String quartets Sonatas (1), 2-6, Adagissimo, Dum Transissets I-IV, Exordium, string trio's 1994 + 1995 AEON AECD1335, released 2017)
- Roberto Gerhard: String quartets 1–2, Chaconne (CD: AEON AECD1225, released 2010)
- Jonathan Harvey: String quartets 1–4, String trio (CD: AEON AECD0975, released 2009)
- Hans Werner Henze: String quartets 1–5 (CD: WERGO WER 60114/ 15-50, released 1986)
- Toshio Hosokawa: String quartets Urbilder, Landscape I, Silent flowers, Floral fairy, Blossoming, Kalligraphie (CD: WERGO WER 6761 2, released 2013)
- Toshio Hosokawa: Quintets Fragmente II with recorder, Landscape II with harp, Landscape V with sho + solos elegy for violin, threnody for viola, chant for cello, (CD: WERGO WER 6769 2, released 2014)
- Helmut Lachenmann: String quartets 1, 2 and 3 (CD: KAIROS Kairos 0012662, released 2011)
- György Ligeti: String quartets 1, 2 (CD: WERGO WER 60079-50, released 1988)
- György Ligeti: String quartets 1, 2, 2 Movements, Ballad und tanz, Hyllning (CD: SONY SK62306, released 1996)
- Conlon Nancarrow:String quartets 1, 3, Studie 15, 31, 33, 34, Toccata (CD: WERGO WER 669262, released 2007)
- Hilda Paredes: Cuerdos del Destino, Canciones Lunáticos, Papalote, In Memoriam Thomas Kakuska (CD: AEON AECD0975, released 2015)
- Arnold Schönberg: String quartets I–IV (CD: Montaigne/naive MO782024, released 1994)
- Arnold Schönberg: Chamber Music (CD: Montaigne/naive MO782025, released 1995)
- Karlheinz Stockhausen: Helikopter quartett (CD: Stockhausen Verlag CD 53A + B, released 1999)
- Anton Webern: complete string trios and quartets (CD: Montaigne/naive MO782136, released1991)
- Iannis Xenakis: complete string chamber music (CD: Montaigne/naive MO782005, released 1992)
- John Zorn Myth and Mythopoeia (Tzadik, released 2014)

## Otras actividades
Miembros del grupo regularmente dan clases de maestría en Europa,  EUA y Canadá para artistas y compositores,  generalmente en forma de visitas. Entre 1982 y 1996 trabajaron con compositores jóvenes en los Cursos de Verano Internacionales Para Música Nueva en Darmstadt. Ellos también promueven cuartetos interesados en música nueva.
En el 2013 colaboraron con el compositor Brian Ferneyhough en un documental llamado Climbing a Mountain (escalando una montaña), el cual se trata de cómo el grupo se prepara para la presentación de piezas nuevas. Fue creada particularmente para ayudar a compositores y alumnos de música a entender el proceso de ensayo.

## Miembros
- Irvine Arditti (violín) 1974-
- Ashot Sarkissjan (violín) 2005-
- Ralf Ehlers (viola) 2003-
- Lucas Fels (violonchelo) 2006-

### Miembros anteriores

#### Violín 2
- Lennox Mackenzie   1974-1983
- Alexander Balanescu 1983-85
- David Alberman  1985-1994
- Graeme Jennings 1994-2005

#### Viola
- Levine Andrade  1974-1990
- Garth Knox  1990-1997
- Dov Scheindlin 1997-2002

#### Violoncelo
- John Senter  1974-1976
- Helen Liebmann 1976-77
- Rohan de Saram 1977-2005